# Balla Bálint
Balla Bálint, (Budapest, 1928. július 7. – Berlin, 2018. június 25.) magyar-német szociológus.

## Élete és tevékenysége
Budapesten érettségizett 1944-ben, 1951-ben elvégezte az Állam-és Jogtudományi Egyetemet. Belkereskedelemben (Videoton) és külkereskedelemben (Tungsram) dolgozott. Utolsó munkahelyén már végzett szociológiai felmérést, amit nem vettek jó néven. Az NSZK-ban 1965-1967 között szociológiát tanult a Münsteri Egyetem Társadalomkutató Intézetében, majd tanársegéd lett a Berlini Műszaki Egyetemen. 1969-ben társalapítója volt Bernben a Magyarország javára működő Európai Evangélikus Akadémiának. 1971-ben szociológiából habilitált a Berlini Műszaki Egyetemen és 1993 évi nyugdíjba vonulásáig az általános szociológia professzoraként működött. Egyidejűleg Németországban és Romániában vendégprofesszor is volt.
Káderközigazgatás ("Kaderverwaltung, Stuttgart 1972) és a Szűkösség szociológiája (Soziologie der Knappheit, Stuttgart 1978) c. tanulmányai szakmai tekintélyt szereztek neki. A Német Szociológiai Társaság Kelet- és Keletközépeurópai Szekciójának társalapítójaként és sok éven át elnökeként sokat tett ezen nagyrégió szociológia kutatásai összekapcsolódása terén.
1991-ben Nagy Imre emlékéremmel tüntették ki és 2002-ben az ELTE Állam-és Jogtudományi Kara díszdoktori címet adományozott neki. 75. születésnapja alkalmából 2003-ban jelent meg A Határok feletti Szociológia (Soziologie über die Grenzen) c. kiváló ünnepi kiadvány Stephan Beetz, Ulf Jacob és Anton Sterbling kiadásában. 50 tudományos és egyéb könyvet adott ki és ezen kívül szerző, publicista és magyar nyelvből fordító, valamint továbbra is tudományos munkásságot végez.

## Művei
- Kaderwaltung. Versuch zur Idealtypisierung der "Bürokratie" sowjetisch-volksdemokratischen Typs; Enke, Stuttgart, 1972 (Soziologische Gegenwartsfragen)
- Soziologie der Knappheit. Zum Verständnis individueller und gesellschaftlicher Mängelzustände; Enke, Stuttgart, 1978 (Enke Sozialwissenschaften)
- Harminc év. 1956-1986; szerk. Balla Bálint et al., bev. Bárczay Gyula; Európai Protestáns Magyar Szabadegyetem, Bern, 1986
- Sztálinizmus és desztálinizáció Magyarországon. Felszámoltuk-e a szovjet rendszert? Politikai tanulmányok; szerk. Balla Bálint, Kende Péter; EPMSz–Századvég, Bern–Bp., 1990
- Zu einer Soziologie des Postkommunismus, Münster 1994
- Az evangélium: közös szolgálatunk ma. Kiengesztelődés és megbékélés. 5. Magyar Ökumenikus Találkozó, Gyula, 1995 április 17-23.; szerk. Balla Bálint, Békés Gellért; Bencés, Pannonhalma, 1995 (Katolikus szemle)
- Soziologie und Geschichte. Geschichte der Soziologie, Reinhold Krämer, Hamburg 1995
- Zusammenbruch der Sowjetsystems.Herausforderung der Soziologie, Reinhold Krämer, Hamburg 1996
- Ethnicity, nation, culkture, Reinhold Krämer, Hamburg 1998
- Szűkösség. Kultúrszociológiai tanulmányok; Osiris, Bp., 2001
- Pitirim A.Sorokin, Reinhold Krämer, Hamburg 2002
- Európa keresztútjain. Az Európai Protestáns Magyar Szabadegyetem 33 éve; szerk. Szöllősy Pál, Balla Bálint; EPMSZ, Basel–Bp., 2003
- Knappheit als Ursprung sozialen Handels, Vorwort:Lars Clause, Reinhold Krämer, Hamburg 2005
- Szociológia és kultúra; Magyar Szemle Alapítvány, Bp., 2005 (Magyar szemle könyvek)
- 50 év. 1956-2006; szerk. Balla Bálint, Szöllősy Pál; Európai Protestáns Magyar Szabadegyetem, Bp.–Basel, 2006
- Karl Mannheim, Reinhold Krämer, Hamburg 2007
- Die Zahl Drei und die Soziologie, Reinhold Krämer, Hamburg 2008
- Életem és a szociológia. Tanulmányok, előadások; Korunk–Komp-Press, Kolozsvár, 2009 (Ariadné könyvek)
- A Szabadegyetem mint könyvkiadó; Európai Protestáns Magyar Szabadegyetem, Bp.–Basel, 2015